# Міллервілл (Алабама)
Міллервілл (англ. Millerville) — переписна місцевість (CDP) в США, в окрузі Клей штату Алабама. Населення — 303 особи (2020).

## Географія
Міллервілл розташований за координатами 33°11′29″ пн. ш. 85°55′47″ зх. д. / 33.19139° пн. ш. 85.92972° зх. д. (33.191458, -85.929828).  За даними Бюро перепису населення США в 2010 році переписна місцевість мала площу 17,41 км², з яких 17,35 км² — суходіл та 0,06 км² — водойми.

## Демографія
Згідно з переписом 2010 року, у переписній місцевості мешкало 278 осіб у 115 домогосподарствах у складі 84 родин. Густота населення становила 16 осіб/км².  Було 135 помешкань (8/км²).
Расовий склад населення:
| - 91,7 % — білих - 7,6 % — чорних або афроамериканців - 0,7 % — азіатів |

До двох чи більше рас належало 0,0 %. Частка іспаномовних становила 0,0 % від усіх жителів.
За віковим діапазоном населення розподілялося таким чином: 21,2 % — особи молодші 18 років, 63,3 % — особи у віці 18—64 років, 15,5 % — особи у віці 65 років та старші. Медіана віку мешканця становила 43,0 року. На 100 осіб жіночої статі у переписній місцевості припадало 109,0 чоловіків;  на 100 жінок у віці від 18 років та старших — 99,1 чоловіків також старших 18 років.
Середній дохід на одне домашнє господарство  становив 26 725 доларів США (медіана — 24 861), а середній дохід на одну сім'ю — 40 307 доларів (медіана — 45 313). За межею бідності перебувало 8,8 % осіб, у тому числі 0,0 % дітей у віці до 18 років та 0,0 % осіб у віці 65 років та старших.
Цивільне працевлаштоване населення становило 125 осіб. Основні галузі зайнятості: виробництво — 49,6 %, освіта, охорона здоров'я та соціальна допомога — 30,4 %, будівництво — 15,2 %, сільське господарство, лісництво, риболовля — 4,8 %.